# Kim tự tháp Userkaf
Phức hợp kim tự tháp của Userkaf được xây vào khoảng năm 2490 TCN, thuộc sở hữu của pharaon Userkaf, người sáng lập Vương triều thứ 5 của Ai Cập. Nó nằm ở phía đông bắc của kim tự tháp Djoser, thuộc khu nghãi trang Saqqara. Tương tự như kim tự tháp Teti, kim tự tháp Userkaf đã bị tàn phá theo thời gian, giờ đây nó trông như một ngọn đồi hình nón giữa lòng sa mạc. Vì lý do này mà nó được gọi là "đống đá vụn" (El-Haram el-Maharbish) và được công nhận là một kim tự tháp hoàng gia bởi các nhà khảo cổ phương Tây trong thế kỷ 19.
Kim tự tháp của Userkaf là một phần của khu phức hợp an táng bao gồm một ngôi đền tang lễ, một nhà nguyện dâng lễ vật, một kim tự tháp thờ cúng cũng như một kim tự tháp riêng biệt và một ngôi đền tang lễ dành cho hoàng hậu Neferhetepes, vợ ông. Kim tự tháp thờ cúng và ngôi đền tang lễ của nhà vua đã bị hủy hoại hoàn toàn, rất khó nhận diện. Trong khi đó, kim tự tháp của hoàng hậu cũng không hơn gì một đống hoang tàn.
Khu phức hợp của Userkaf có nhiều điểm khác biệt so với những kim tự tháp của các vua thuộc Vương triều thứ 4 cả về kích cỡ lẫn cấu trúc. Như vậy, phức hợp kim tự tháp của Userkaf có thể được xem là một ví dụ cho sự thay đổi sâu sắc diễn ra giữa hai vương triều. Những thay đổi này có thể đã bắt nguồn từ thời trị vì của tiên vương Shepseskaf, vua tiền nhiệm của Userkaf. Khoảng 1500 năm sau, dưới thời trị vì của Ramesses II Đại đế khu phức hợp của Userkaf được tu sửa bởi Thái tử Khaemwaset - người đã có công rất lớn trong việc trùng tu lăng mộ của các tiên vương.

## Lịch sử khảo cổ

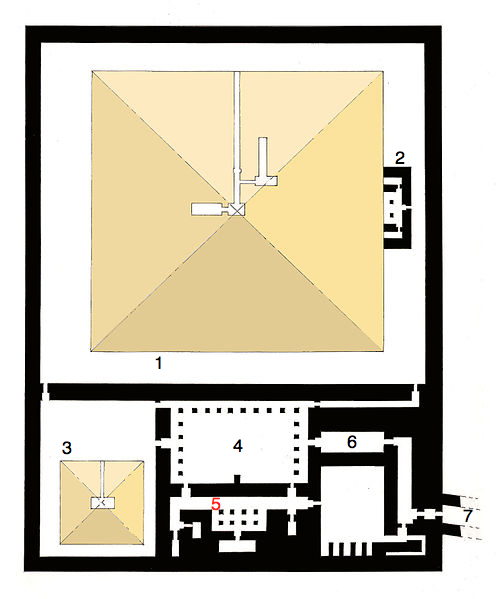
Sơ đồ khu phức hợp của Userkaf

Lối vào của kim tự tháp được phát hiện bởi nhà Ai Cập học người Ý là Orazio Marucchi. Mãi đến 8 năm sau, kim tự tháp mới được khám phá bởi John Shae Perring, người đã lợi dụng một đường hầm được đào bởi những tên trộm để vào trong. Perring không rõ chủ sở hữu của ngôi mộ này là ai và đã gán nó cho pharaon Djedkare Isesi, vua áp chót của Vương triều thứ 5. Sau đó, Perring đã cho lấp đường hầm kia lại, và cho đến nay vẫn không ai tìm ra. Năm 1842, Karl Richard Lepsius đã xếp nó vào Danh sách các kim tự tháp của Lepsius với mã số XXXI. Và kể từ khi Perring lấp hầm lại, Lepsius cũng không có bất cứ cuộc khai quật nào thêm.
Kim tự tháp sau đó đã bị lãng quên một thời gian dài cho đến tháng 10/1927, Cecil Mallaby Firth và Jean-Philippe Lauer đã bắt đầu khai quật tại đây. Lần khai quật thứ nhất, Firth và Lauer tìm ra được đền thờ của Userkaf ở phía nam kim tự tháp và nhiều ngôi mộ thời kỳ Hậu nguyên. Nhiều năm sau đó, cả hai lại phát hiện một tấm bia bằng đá vôi và đầu tượng bằng đá granite đỏ của nhà vua, do đó họ kết luận rằng Usekaf là chủ nhân của kim tự tháp này. Sau khi Firth mất vào năm 1931, cuộc nghiên cứu bị đình lại, đến năm 1948 thì được tiếp tục bởi Lauer. Ông tiếp tục tái thiết lập lại sơ đồ khu phức hợp và nghiên cứu ở phía đông kim tự tháp đến năm 1955. Sau đó, vào năm 1976, Ahmed el-Khouli là người tiếp quản công việc này, người đã khôi phục cổng vào kim tự tháp và tiếp tục nghiên cứu phía bắc và tây của kim tự tháp. Không may thay, cổng vào lại bị sụp sau một trận động đất năm 1991.
Nhiều cuộc nghiên cứu khảo sát lại được thực hiện bởi Audran Labrousse vào năm 2000.

## Cấu trúc khu phức hợp

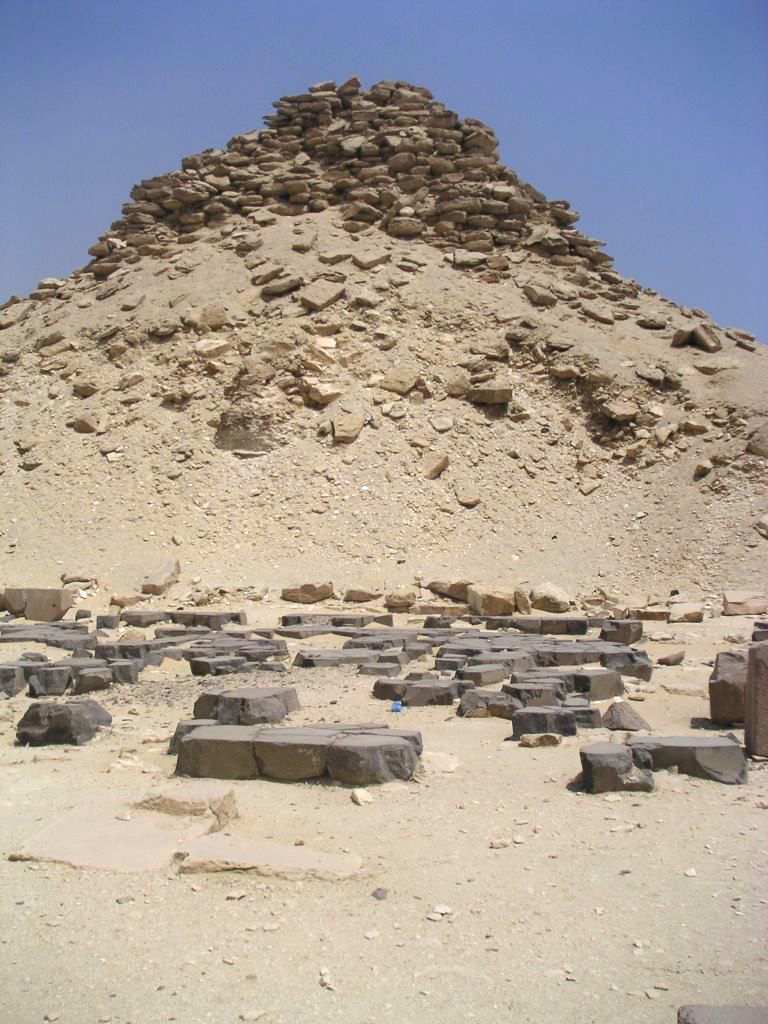
Đại sảnh với nền đá bazan của đền thờ

Đền thờ của Userkaf đã bị hư hỏng khá nặng nề nên rất khó để nhìn ra. Những viên gạch từ đền thờ đã bị khai thác trong suốt nhiều thế kỷ và một ngôi mộ thời Hậu nguyên đã đào sâu vào giữa ngôi đền khiến nó trở nên trầm trọng hơn.

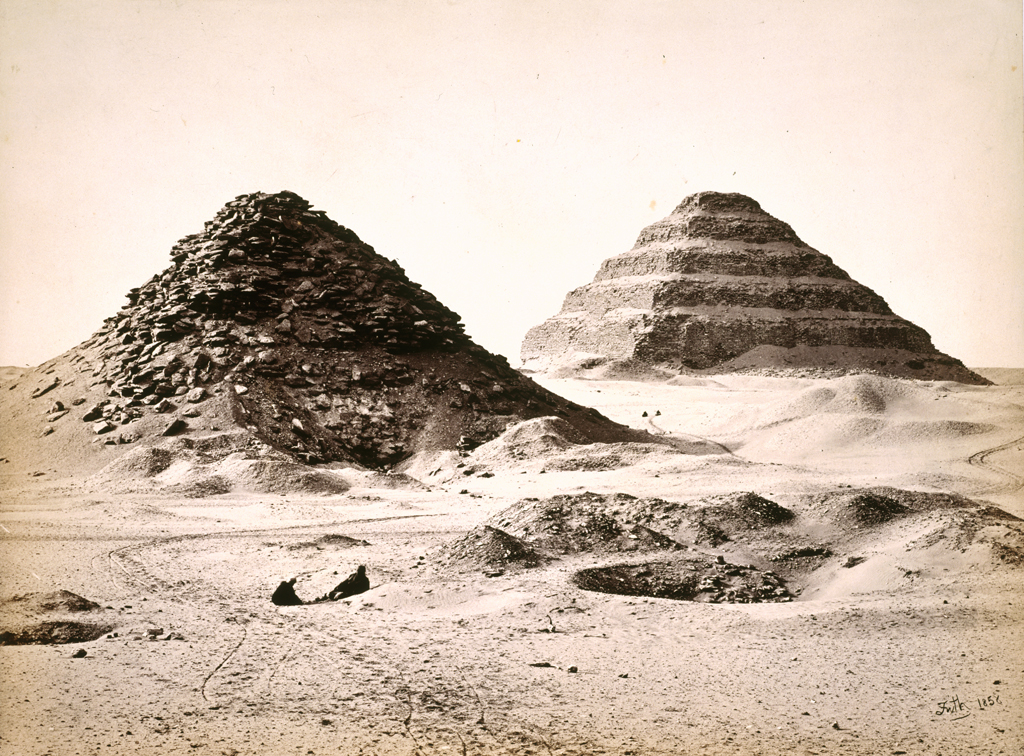
Kim tự tháp của Userkaf, phía xa là Kim tự tháp Djoser

Lối vào khu phức hợp nằm ở góc đông nam, một hành lang phụ dẫn đến 5 phòng khác - là nơi chứa các vật phẩm của nhà vua. đường đi nằm ở phía nam kim tự tháp chính. Ở phía bắc là một con đường dẫn đến một đại sảnh với nền được lót bằng đá bazan đen cùng nhiều cột đá granite đỏ có khắc danh hiệu của nhà vua. Đầu của một bức tượng cao 5 mét của Userkaf được tìm thấy tại đây, hiện đang ở trong Bảo tàng Cairo. Những bức tường được trang trí với những con thuyền và những bụi cây cói. Hai cánh cửa nhỏ góc dẫn đến một khoảng sân nhỏ hơn, bên trong là 8 cột đá granite đỏ. Nhiều căn phòng và một vài bức tượng của nhà vua được phát hiện tại đây. Những gì còn sót lại ngày nay là khoảng sân bằng đá bazan cùng với những viên gạch lớn làm khung cửa ở phía ngoài.
Nhà thờ nhỏ ở phía nam đã không còn tồn tại nữa. Những tàn tích của nó là những mảnh vỡ của những bức tường làm bằng đá vôi và đá granite với những phù điêu trên đó. Cũng như đền thờ, nền của nhà thờ được lót bằng đá bazan đen.
Ở phía tây nam là một kim tự tháp vệ tinh, là nơi linh hồn của nhà vua ngự tại đó và một bức tượng ka của ông được tìm thấy tại đây. Những tên trộm đã lấy đi những viên gạch bằng đá vôi của kim tự tháp này. Ngày nay, nó chỉ còn trơ lại một phần đáy.

## Kim tự tháp chính

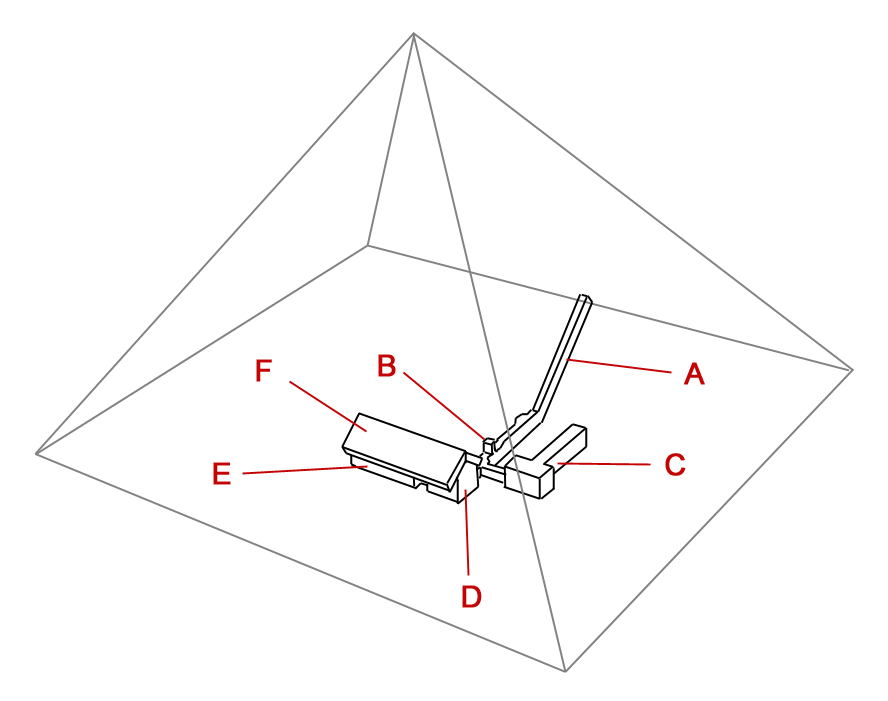
Cấu trúc bên trong của kim tự tháp Userkaf

Kim tự tháp ban đầu có chiều cao khoảng 49 mét và chiều rộng 73 mét, nghiêng một góc 53°. Khi các lớp đá vôi bên ngoài bị lấy đi, lõi bên trong lộ ra ngoài khiến chúng nhanh chóng trở nên điêu tàn.
Một hành lang dày hơn 18 mét dẫn xuống dưới kim tự tháp. Vài mét đầu tiên của hành lang, trần tường và bậc thang được làm bằng granite đỏ. Hành lang được chặn bởi 2 cánh cửa cũng bằng đá granite. Đằng sau cửa, một hành lang phụ dẫn tới một phòng phụ hình chữ T ở phía đông của kim tự tháp.
Hành lang chính tiếp tục chạy về phía nam dẫn tới phòng mộ chính. Nhiều mảnh vỡ của một quan tài bằng đá bazan đen không được tô vẽ nằm trên nền nhà cùng với một cái hố để đặt rương đựng các bình chứa nội tạng.

## Phức hợp kim tự tháp của Neferhetepes

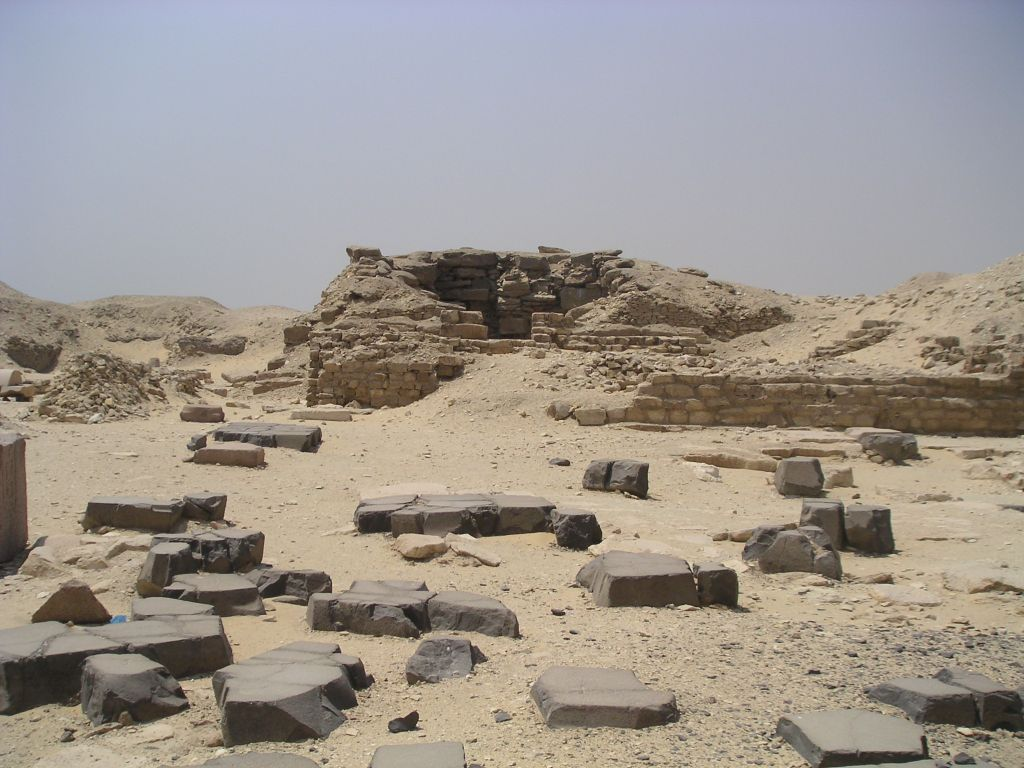
Đền thờ của Userkaf cùng với kim tự tháp của Neferhetepes (đã bị hư hỏng)

Phức hợp của hoàng hậu Neferhetepes nằm cách phức hợp của Userkaf khoảng 10 mét về hướng nam. Toàn bộ khu này ngày nay chỉ còn là một đống đá vụn.
Kim tự tháp của hoàng hậu được khám phá lần đầu tiên bởi Firth vào năm 1928, 1 năm sau đó ông đã cho rằng Neferhetepes là chủ nhân của nơi này. Nhưng trước đó vào năm 1979, Audran Labrousse đã khai quật nơi này và thu gom được nhiều bằng chứng để khẳng định rằng đây là lăng mộ của bà.
Cấu trúc bên trong kim tự tháp này không khác gì một phiên bản thu nhỏ của kim tự tháp Userkaf, ngoại trừ không có phòng phụ. Từ những phế tích, các nhà khảo cổ cho rằng, đền thờ bên ngoài có thể có một hàng cột đá, một nhà thờ nhỏ bên cạnh và nhiều phòng phụ. Không có bất cứ dấu tích nào của một kim tự tháp vệ tinh.